# Max, professeur de tango

Max, professeur de tango est un court métrage muet réalisé par Max Linder en 1912.

## Résumé
Ayant brillé en dansant le tango dans un cabaret à la mode de Berlin, Max est remarqué par un baron qui lui demande de venir chez lui dispenser quelques cours de danse. Mais Max entraîné par ses amis boit plus que de raison et le lendemain, il est encore ivre quand il se présente chez le baron. Il enseigne des pas farfelus allant jusqu'à se mettre à quatre pattes et fesser le derrière des partenaires. Cela n'est pas du gout de la baronne qui le chasse prestement.

## Fiche technique
- Réalisation : Max Linder
- Scénario : Max Linder
- Production : Pathé Frères
- Format : Noir et blanc — 35 mm — 1,33:1 — film muet
- Métrage : 325 m
- Genre : court métrage comique
- Durée : 8 min 53 s
- Film tourné à Berlin
- Première présentation 
  -  France - août 1912

## Distribution
- Max Linder : Max
- Léonora : (rôle non déterminé)

Reste de la distribution :
- (Plusieurs couples au cabaret)
- (La partenaire de Max pendant le tango)
- (Le baron Von Schauzenberg)
- (Le maître d'hôtel du cabaret)
- (Des passants croisés dans la rue)
- (L'homme qui renseigne Max)
- (Le portier du baron)
- (La baronne Von Schauzenberg)
- (Mademoiselle Von Schauzenberg)
- (Le jeune homme)
- (La fillette)